# Partido Popular Suíço
A União Democrática do Centro ou Partido Popular Suíço (em francês, Union Démocratique du Centre, UDC; em italiano, Unione Democratica di Centro, UDC; em alemão, Schweizerische Volkspartei, SVP; em romanche, Partida Populara Svizra, PPS) é um partido político da Suíça, ideologicamente conservador, populista de direita e economicamente liberal.

## História

### Origem
O partido foi fundado em 22 de setembro de 1971, a partir da fusão do Partido dos Agricultores, Artesãos e Comerciantes (BGB) com o Partido Democrático dos cantões de Glarus e Grisões. Suas raízes remontam a movimentos agrários do início do século XX.

### Ascensão
Entre 1971 e 1991, o SVP manteve uma média de 11% dos votos, sendo o quarto maior partido da Suíça. Nos anos 1990, sob a influência de Christoph Blocher, adotou um discurso mais populista e anti-imigração, alcançando crescimento significativo. Tornou-se o maior partido em 2003 e atingiu seu pico histórico em 2007, com 28,9% dos votos. Desde então, mantém-se como a principal força política do país.

## Política
O SVP defende o conservadorismo nacional, priorizando a soberania suíça, a neutralidade armada e a responsabilidade individual. É contrário à adesão à União Europeia (UE), à participação militar no exterior e à expansão de gastos públicos em previdência e educação. Seu discurso foca em política externa, imigração, segurança interna e política fiscal.

### Economia
O partido advoga por redução de impostos e controle rigoroso dos gastos públicos, alinhado ao liberalismo econômico.

### Imigração
O SVP busca endurecer as leis de asilo e reduzir a imigração, associando-a ao aumento da criminalidade e ao custo dos serviços sociais. Propôs iniciativas como a proibição de minaretes (aprovada em 2009 com 57% dos votos) e a deportação de estrangeiros criminosos (aprovada em 2010 com 53%). Em 2025, promove a "Iniciativa de Proteção de Fronteiras" contra o abuso de asilo.

### Segurança e Identidade
O partido enfatiza a segurança interna e a neutralidade armada, criticando acordos com a UE que possam comprometer a independência suíça. Recentemente, também aborda a influência do islamismo, como visto em debates de 2025 sobre políticas de asilo e associações muçulmanas.

## Atividades em 2025
Em 2025, o SVP realizou uma assembleia de delegados em 29 de março, em Puidoux, Vaud, demandando controles de fronteira, deportação imediata de criminosos estrangeiros e reforço militar para a neutralidade. Criticou o Conselheiro Federal Beat Jans por políticas de asilo consideradas falhas, promovendo campanhas contra o "caos do asilo" e a imigração em massa.

## Resultados Eleitorais

### Eleições Legislativas
| Data | CI. | Votos   | %            | +/- | Conselho dos Estados | +/-     | Conselho Nacional | +/-     |
| ---- | --- | ------- | ------------ | --- | -------------------- | ------- | ----------------- | ------- |
| 1971 | 4.º | 220 487 | 11,1 / 100,0 |     | 5 / 44               |         | 23 / 200          |         |
| 1975 | 4.º | 192 053 | 9,9 / 100,0  | 1,2 | 5 / 44               | Estável | 21 / 200          | 2       |
| 1979 | 4.º | 212 705 | 11,6 / 100,0 | 1,7 | 5 / 44               | Estável | 23 / 200          | 2       |
| 1983 | 4.º | 217 166 | 11,1 / 100,0 | 0,5 | 5 / 46               | Estável | 23 / 200          | Estável |
| 1987 | 4.º | 213 253 | 11,0 / 100,0 | 0,1 | 4 / 46               | 1       | 25 / 200          | 2       |
| 1991 | 4.º | 243 268 | 11,9 / 100,0 | 0,9 | 4 / 46               | Estável | 25 / 200          | Estável |
| 1995 | 4.º | 283 902 | 14,9 / 100,0 | 3,0 | 5 / 46               | 1       | 29 / 200          | 4       |
| 1999 | 1.º | 440 159 | 22,6 / 100,0 | 7,7 | 7 / 46               | 2       | 44 / 200          | 15      |
| 2003 | 1.º | 560 750 | 26,7 / 100,0 | 4,1 | 8 / 46               | 1       | 55 / 200          | 11      |
| 2007 | 1.º | 672 562 | 28,9 / 100,0 | 2,2 | 7 / 46               | 1       | 62 / 200          | 7       |
| 2011 | 1.º | 648 675 | 26,6 / 100,0 | 2,3 | 5 / 46               | 2       | 54 / 200          | 8       |
| 2015 | 1.º | 740 954 | 29,4 / 100,0 | 2,8 | 5 / 46               | Estável | 65 / 200          | 11      |
| 2019 | 1.º | 620 343 | 25,6 / 100,0 | 3,8 | 6 / 46               | 1       | 53 / 200          | 12      |
| 2023 | 1.º | 696 108 | 27,9 / 100,0 | 2,3 | 6 / 46               | Estável | 62 / 200          | 9       |

### Eleições para o Conselho Federal
| Data | Conselheiros Federais | +/-     |
| ---- | --------------------- | ------- |
| 1971 | 1 / 7                 |         |
| 2003 | 2 / 7                 | 1       |
| 2008 | 1 / 7                 | 1       |
| 2015 | 2 / 7                 | 1       |
| 2023 | 2 / 7                 | Estável |